# 冠盖藤小煤炱
冠盖藤小煤炱（学名：Meliola pileostegiae）是属于小煤炱目小煤炱科小煤炱属的一种真菌，寄生在冠盖藤属植物上。该种分布于中国。